# Ferrilo
Ferrilo es un personaje creado por Themo Lobos publicado en la revista Mampato.
Ferrilo es un robot creado por el profesor Plunke para dominar el mundo. Sin embargo, el candor y gentileza del autómata echó por tierra las ambiciones del profesor, quien debió resignarse a usarlo como su mayordomo y niñero de su sobrino Juanito.
Ferrilo tiene una fuerza y velocidad increíbles, pero no sabe controlarlas bien y con frecuencia termina provocando destrozos sin querer. También posee un gran entusiasmo para llevar a cargo las tareas domésticas que le encarga su creador o jugar con los niños del barrio, pero su ya mencionada fuerza, sumada a su gran peso, suelen convertir las situaciones más corrientes en catástrofes o aventuras increíbles. 
Se alimenta principalmente de chatarra, combustible y aceite, pero lo que más adora comer son los caramelos con palito, algo que los niños del barrio siempre le ofrecen como soborno cuando quieren que les haga algún favor o que los acompañe en alguna aventura.
- Datos: Q5860669